# Die Model-WG
Die Model-WG ist eine Reality-TV-Show und Adaption der US-amerikanischen Sendung Modelville, die wiederum ein Ableger des Next-Topmodel-Konzepts ist. Eine glokalisierte Fassung für den österreichischen Privatsender Puls 4 wurde 2009 mit ausgeschiedenen Kandidatinnen von Austria’s Next Topmodel ausgestrahlt. Von 2010 bis 2011 wurde eine deutsche Fassung auf ProSieben ausgestrahlt.

## Österreich (2009)

### Konzept
Um den Erfolg von Austria’s Next Topmodel zu prolongieren, wurde Die Model WG konzipiert. Sechs der ausgeschiedenen ANTM-Kandidatinnen modeln unter Anleitung von Andrea Weidler um weitere Aufträge und eine Wohnung in New York. Die Sendung wurde zwischen Mai und Juli 2009 auf Puls 4 ausgestrahlt. Siegerin wurde Kordula Stöckl.

### Teilnehmerinnen
| 0Teilnehmerinnen der 1. Staffel | 0Teilnehmerinnen der 1. Staffel | 0Teilnehmerinnen der 1. Staffel | 0Teilnehmerinnen der 1. Staffel | 0Teilnehmerinnen der 1. Staffel | 0Teilnehmerinnen der 1. Staffel | 0Teilnehmerinnen der 1. Staffel |
| Model-WG Episode                | Model-WG Episode                | Name                            | Alter                           | vorherige Teilnahme an          | vorherige Teilnahme an          | vorherige Teilnahme an          |
| Einzug                          | Auszug                          | Name                            | Alter                           | Sendung                         | Staffel                         | Platz                           |
| ------------------------------- | ------------------------------- | ------------------------------- | ------------------------------- | ------------------------------- | ------------------------------- | ------------------------------- |
| 1                               | –                               | Kordula Stöckl                  | 21                              | ANTM                            | 1                               | 7                               |
| 1                               | 12                              | Victoria Hooper                 | 16                              | ANTM                            | 1                               | 2                               |
| 1                               | 12                              | Birgit Königstorfer             | 22                              | ANTM                            | 1                               | 9                               |
| 1                               | 12                              | Julia Mähder                    | 20                              | ANTM                            | 1                               | 6                               |
| 2                               | 12                              | Kim Sade-Tiroch                 | 17                              | ANTM                            | 1                               | 5                               |
| 1                               | 10                              | Tamara Puljarevic               | 18                              | ANTM                            | 1                               | 3                               |

## Deutschland (2010–2011)

### Konzept
In der Sendung wird das Leben von Nachwuchsmodels gezeigt, die in einem Loft in einer Wohngemeinschaft zusammenleben. Vormaliges GNTM-Jurymitglied Peyman Amin trat dabei als Modelagent auf, fungierte als Mentor, organisierte Castings und Bookings. Die Teilnehmerinnen nahmen hauptsächlich an Castings in Konkurrenz zu anderen Models teil. Wer zu wenige Jobs erhielt, musste die WG verlassen (Motto: „No Job, no Loft“).

### Staffel 1
Fast alle Teilnehmerinnen waren ehemalige Kandidatinnen von Next-Topmodel-Castingshows. In die 400 Quadratmeter große Model-WG in Köln-Ehrenfeld zogen zu Beginn sechs von ihnen. Vier Kandidatinnen schieden im Lauf der Show vorzeitig aus und wurden durch drei neue Teilnehmerinnen ersetzt. In der zweiten Episode verließ Larissa Marolt freiwillig die WG, um an ihrer Schule die Matura zu machen. Aus gesundheitlichen Gründen stieg in der vierten Episode Yvonne Schröder aus der WG aus; Aline Annabelle Schmidt blieb in derselben Folge in Paris zurück. Tessa Bergmeier musste in der fünften Episode die WG verlassen. Die verbliebenen fünf Kandidatinnen gelangten bis zur siebten Episode, in der schließlich Anni Wendler als Siegerin hervorging. Die Gewinnerin der Show zog in eine Model-WG in New York City.
Teilnehmerinnen
| 0Teilnehmerinnen der 1. Staffel | 0Teilnehmerinnen der 1. Staffel | 0Teilnehmerinnen der 1. Staffel | 0Teilnehmerinnen der 1. Staffel | 0Teilnehmerinnen der 1. Staffel | 0Teilnehmerinnen der 1. Staffel | 0Teilnehmerinnen der 1. Staffel |
| Model-WG Episode                | Model-WG Episode                | Name                            | Alter*                          | vorherige Teilnahme an          | vorherige Teilnahme an          | vorherige Teilnahme an          |
| Einzug                          | Auszug                          | Name                            | Alter*                          | Sendung                         | Staffel                         | Platz                           |
| ------------------------------- | ------------------------------- | ------------------------------- | ------------------------------- | ------------------------------- | ------------------------------- | ------------------------------- |
| 1                               | –                               | Anni Wendler                    | 23                              | GNTM                            | 2                               | 2                               |
| 1                               | 7                               | Sarina Nowak                    | 16                              | GNTM                            | 4                               | 6                               |
| 1                               | 7                               | Denise Dahinten                 | 21                              | GNTM                            | 2                               | 10                              |
| 4                               | 7                               | Sarah Knappik                   | 23                              | GNTM                            | 3                               | 8                               |
| 5                               | 7                               | Victoria Hooper                 | 16                              | ANTM                            | 1                               | 2                               |
| 1                               | 5                               | Tessa Bergmeier                 | 20                              | GNTM                            | 4                               | 14                              |
| 1                               | 4**                             | Aline Annabelle Schmidt         | 21                              | ohne Teilnahme                  | –                               | –                               |
| 3                               | 4**                             | Yvonne Schröder                 | 21                              | GNTM                            | 1                               | 2                               |
| 1                               | 2**                             | Larissa Marolt                  | 17                              | ANTM GNTM                       | 1 4                             | 1 8                             |
| * Sendungsangabe(n)             |                                 |                                 |                                 |                                 |                                 |                                 |
| ** freiwillig ausgestiegen      |                                 |                                 |                                 |                                 |                                 |                                 |

### Staffel 2
Am 20. Januar 2011 begann die Ausstrahlung der zweiten Staffel der Model-WG mit sechs Folgen. Die Bewohnerinnen eines Berliner Lofts bezeichnete der Sender ProSieben als „Newcomer“. Siegerin der zweiten Staffel wurde Yvonne Schwippl. Die Einschaltquoten lagen mit durchschnittlich 6,5 % Marktanteil in der werberelevanten Zielgruppe unter dem Senderdurchschnitt.